# Терезов, Евгений Матвеевич
Евгений Матвеевич Терезов (4 октября 1917, Сумы — 13 августа 1943, Харьковская область) — командир дивизиона 124-го гвардейского артиллерийского полка 52-й гвардейской ордена Ленина стрелковой дивизии 6-й гвардейской армии Воронежского фронта, гвардии капитан. Герой Советского Союза.

## Биография
Родился 4 октября 1917 года в городе Сумы в семье служащего. Русский. Член ВКП(б) с 1940 года. Окончил 7 классов. Затем поступил учеником на Сумской машиностроительный завод имени М. В. Фрунзе, где приобрёл специальность токаря. Работал на заводе. Окончил 4 курса рабфака.
В Красной Армии с 1938 года. В 1940 году с отличием окончил Сумское артиллерийское училище. Служил в Киевском военном округе.
Участник Великой Отечественной войны с июня 1941 года. Сражался на Юго-Западном, Центральном и Воронежском фронтах, принимал участие в Сталинградской и Курской битвах.
Дивизион 124-го гвардейского артиллерийского полка под командованием гвардии капитана Евгения Терезова в бою у хутора Яхонтов 5 июля 1943 года дважды отразил атаку 50 танков противника. За период боёв с 5 июля по 9 августа 1943 года его дивизион подбил 27 танков, уничтожил 11 орудий, 5 миномётов и большое количество живой силы противника.
Офицер-артиллерист Е. М. Терезов был ранен и умер 13 августа 1943 года. Похоронен в селе Полковая Никитовка Богодуховского района Харьковской области.
Указом Президиума Верховного Совета СССР от 21 сентября 1943 года за образцовое выполнение боевых заданий командования на фронте борьбы с немецко-фашистскими захватчиками и проявленные при этом мужество и героизм гвардии капитану Терезову Евгению Матвеевичу посмертно присвоено звание Героя Советского Союза.
Награждён орденами Ленина, Красного Знамени, Отечественной войны 2-й степени, медалью.

## Память
Его имя носит одна из улиц областного центра Украины — города Сумы, носил пионерский отряд школы № 3. У входа в цех № 5 Сумского машиностроительного объединения имени М. В. Фрунзе, где работал до войны Е. М. Терезов, установлена мемориальная доска. Герой Советского Союза гвардии капитан Е. М. Терезов навечно занесен в список личного состава 2-й батареи Сумского дважды Краснознамённого высшего артиллерийского командного училища имени М. В. Фрунзе. В городе Сумы, в начале улицы имени Героев Сумщины, создана аллея Славы, где представлены портреты 39 Героев Советского Союза, чья судьба связана с городом Сумы и Сумским районом, среди которых и портрет Героя Советского Союза Е. М. Терезова.